# Craigruie

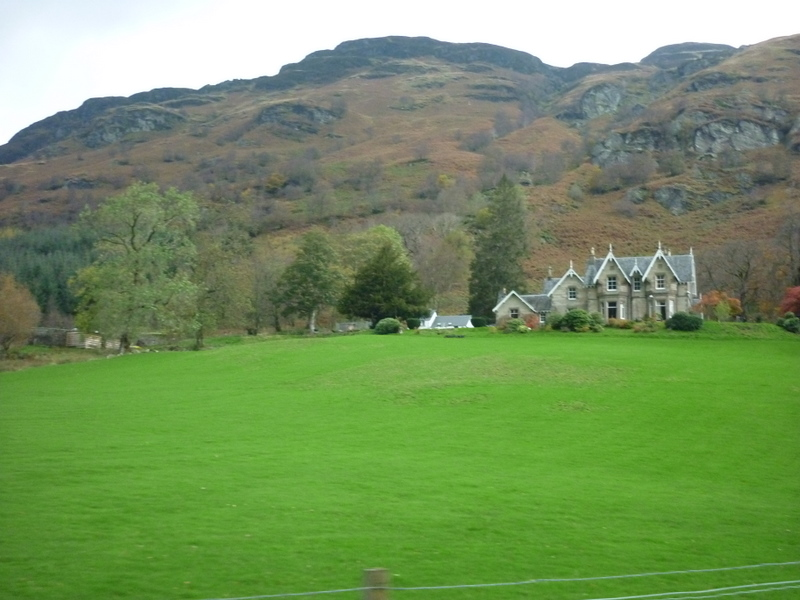
Blick von Süden auf den Ort

Craigruie ist eine kleine Ortschaft, die nordwestlich von Stirling in der gleichnamigen Council Area im Norden von Schottland liegt.

## Geographie
Craigruie liegt in einer dünn besiedelten Gegend am Nordhang eines Tales, das durch das Loch Voil gebildet wird. Die nächstgelegene Ortschaft ist Tulloch im Osten.

## Historisches
Im Rahmen der historischen Gliederung Schottlands in Civil Parishes zählt Craigruie zu Balquhidder, das zu Perthshire gehörte. Das Haupthaus wurde 2006 als Listed Building der Kategorie B eingestuft.